# Aquilia Severa

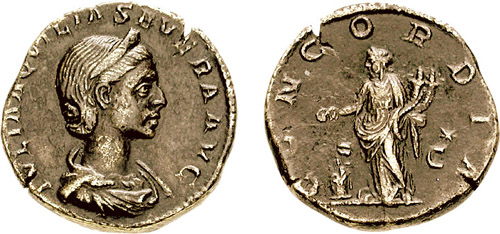
Iulia Aquilia Severa

Aquilia Severa, född okänt år, död okänt år, var en romersk kejsarinna och vestal, gift med kejsar Elagabalus.
Aquilia Severa var dotter till konsuln Quintus Aquilius och vestal som prästinna hos gudinnan Vesta. 
Hennes äktenskap med Elagabalus var en av tidens största skandaler, eftersom en vestal under sin trettioåriga tjänstgöringstid var förpliktigad vid dödsstraff att avstå från ett sexualliv och formellt sett kunde bli avrättad genom levande begravning om hon bröt mot löftet. Elagabalus äktenskap med henne var för honom, som inte var anhängare av den romerska religionen utan en präst hos den syriska solguden El-Gabal, en religiös handling, där de två gudarna för vilka de var präster, Vesta och El-Gabal, sammanvigdes symboliskt. 
Äktenskapet upplöstes efter ett år av Elagabalus farmor Julia Maesa, och Elagabalus gifte sig med en annan. Efter en kort tid förklarade han dock skilsmässan ogiltig och återvände till Severa, som kvarblev hos honom till hans död. 
Den traditionella historieskildringen är att Elagabalus hade våldtagit henne och tvingas fram giftermålet, men många av de skräckhistorier som gick om Elagabalus har sedan dess omvärderats och bedömts som propaganda. Elagabalus hade ett förhållande med sin vagnsförare Hierocles och hade troligen inget samliv alls med någon av sina fruar. Äktenskapet med Severa hade för honom möjligen bara en religiös symbolisk betydelse.       